# Електричний опік
Електричний опік — це ушкодження поверхні тіла під дією електричної дуги або великих струмів, що проходять через тіло людини.
Електричний опік — найбільш поширена місцева електротравма (близько 60%), яка трапляється переважно у працівників, що обслуговують діючі електроустановки. Залежно від кількості виділеної теплоти та температури, а також розмірів дуги електричні опіки можуть уражати не лише шкіру, але й м'язи, нерви і навіть кістки. Такі опіки називаються глибинними і гояться вони досить довго.

## Види
Електричні опіки залежно від умов їх виникнення бувають двох видів:
- струмові (контактні), коли внаслідок проходження струму електрична енергія перетворюється на теплову,
- дугові, які виникають унаслідок дії на тіло людини електричної дуги.

## Перша допомога
Електричний опік може здаватися не надто серйозним або взагалі не залишити слідів на шкірі, але він може викликати ушкодження в тканинах, розташованих глибоко під шкірою. Проходження через тіло сильного електричного струму може призвести до порушення роботи внутрішніх органів, наприклад, до порушення серцевого ритму або зупинки серця. Іноді при ударі електрострумом потерпілого відкидає вбік або він падає, ризикуючи дістати перелом або зазнати інших травм.
До прибуття бригади швидкої допомоги вживіть таких заходів:
- Оцініть обстановку. Не торкайтеся до потерпілого відразу ж. Можливо, він все ще перебуває під дією електричного струму. Доторкнувшись до потерпілого, ви також можете потрапити під удар.
- Якщо є можливість, вимкніть джерело електроенергії. Якщо це неможливо, відсуньте джерело струму від себе і потерпілого за допомогою сухих матеріалів, що не проводять електричний струм (картон, пластик, дерево, гума).
- Переконайтеся в наявності ознак циркуляції повітря в легенях (дихання, кашель, рухи). При їх відсутності негайно почніть проведення серцево-легеневої реанімації (СЛР).
- Намагайтеся запобігти розвитку шоку. Покладіть постраждалого так, щоб його голова перебувала трохи нижче тулуба, надавши піднесене положення ніг.
- Укрийте уражені ділянки тіла. Якщо потерпілий дихає, закрийте обпалені ділянки стерильним бинтом (при його наявності) або чистою тканиною[1].